# Weißenberg
Weißenberg är en stad (Landstadt) i Landkreis Bautzen i förbundslandet Sachsen i Tyskland. Kommunen har cirka 3 100 invånare.

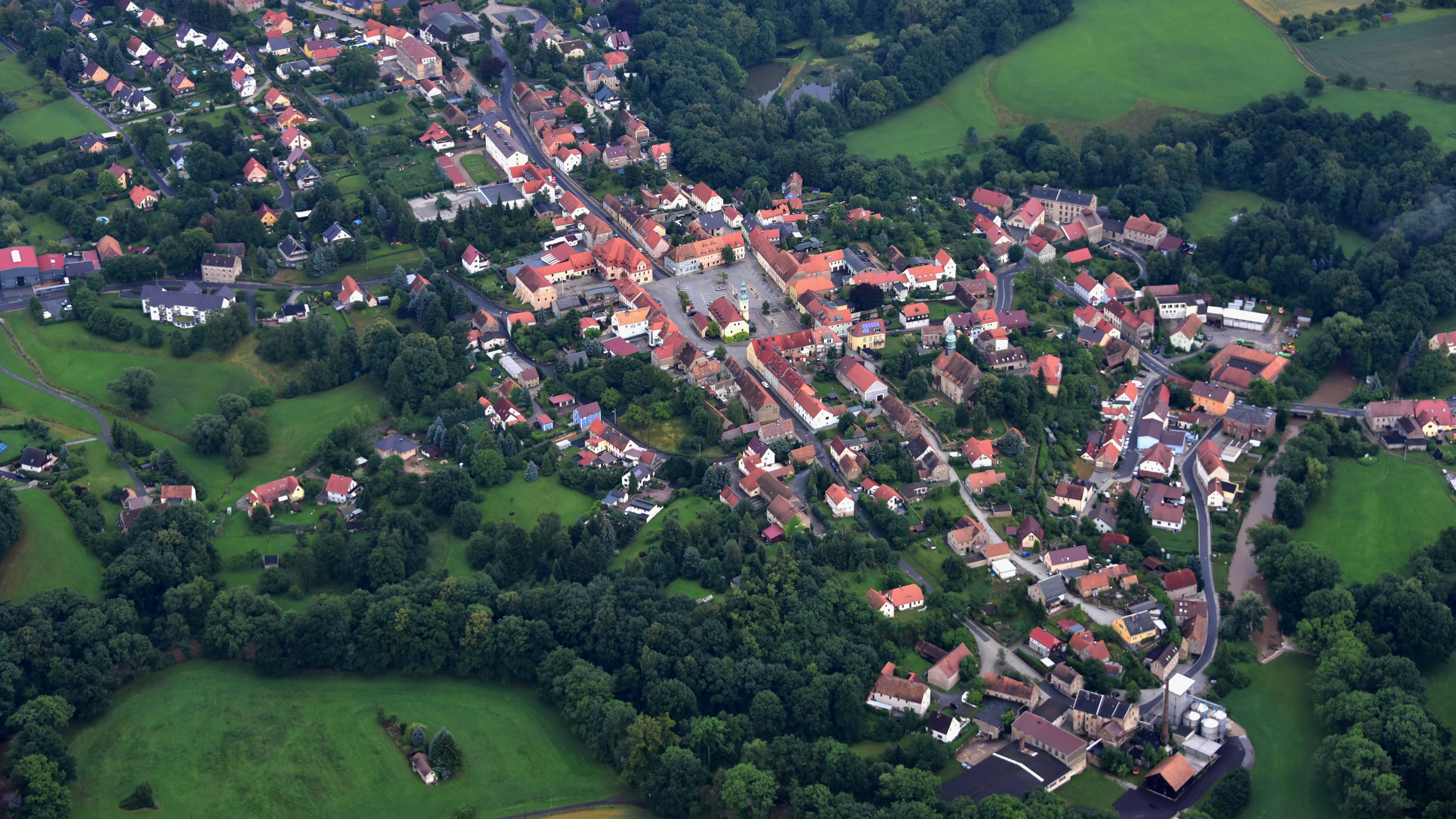